# Венаска
Вена̀ска (на италиански и на пиемонтски: Venasca; на окситански: Venascho, Венасчо) е село и община в Северна Италия, провинция Кунео, регион Пиемонт. Разположено е на 550 m надморска височина. Населението на общината е 1483 души (към 2010 г.).